# Bandiera del Togo
La bandiera del Togo è stata adottata il 27 aprile 1960. È l'unica bandiera al mondo ad avere come proporzioni la sezione aurea.
È composta da cinque bande orizzontali di pari dimensioni, in verde e giallo alternati (la prima dall'alto è verde). Nel cantone superiore sul lato del pennone è presente un quadrato rosso con al centro una stella bianca a cinque punte. La bandiera usa i popolari colori panafricani della bandiera etiope.

## Simbolismo
I colori della bandiera hanno un proprio simbolismo:
- Il rosso rappresenta il sangue versato dai combattenti per la libertà della nazione
- La stella bianca rappresenta la speranza
- Il verde rappresenta le foreste, l'agricoltura e la natura, nonché la speranza nel futuro
- Il giallo rappresenta le risorse naturali della nazione.
- Le cinque strisce rappresentano le rispettive regioni del Togo.[senza fonte]

## Bandiere storiche

Bandiera del Togoland tedesco (1884-1919)
Bandiera proposta, ma mai adottata, del Togoland tedesco
Bandiera del Togoland francese (1957-1958)
Bandiera della Repubblica autonoma del Togo (1958-1960)